# Parque Guanabara
Parque Guanabara é um parque de diversões localizado em Belo Horizonte, Minas Gerais, estabelecido em sua localização atual, na orla da Lagoa da Pampulha, em 1970. Fundado originalmente como um parque itinerante em 1951, é o mais antigo parque de diversões em operação contínua na capital mineira. Suas atrações são diversificadas, oferecendo desde passeios tranquilos até experiências mais radicais. Um de seus maiores destaques é a atração Mirage, uma roda-gigante de gôndolas de 36 metros, reconhecida por sua vista panorâmica do Conjunto Arquitetônico da Pampulha e por já ter sido considerada a maior fabricada no Brasil em sua categoria.

## História
Fundado em 1951 por Paulo Pereira Dias, o Parque Guanabara teve suas origens como um parque itinerante em Cachoeiro do Itapemirim, no Espírito Santo. Durante seus primeiros anos, percorreu diversas cidades do Espírito Santo, Minas Gerais e Rio de Janeiro. Em 1964, o parque fixou-se em Belo Horizonte, inicialmente na Avenida Pedro II, no bairro Carlos Prates. Posteriormente, mudou-se para os bairros Padre Eustáquio e Nova Suíça, até encontrar sua localização definitiva, em 1970, na orla da Lagoa da Pampulha, em frente à Igreja São Francisco de Assis. O terreno foi adquirido, concretizando um antigo sonho do fundador de se estabelecer na capital mineira.
O parque enfrentou diversos desafios ao longo de sua existência. A crise do petróleo na década de 1980 e dificuldades financeiras em 1998 forçaram a venda de outros terrenos para manter as operações.
O Parque Guanabara se consolidou como o mais antigo parque de diversões em atividade em Belo Horizonte. Após o falecimento de Paulo Pereira Dias em 1995, a administração foi assumida por seu filho, Reynaldo Pereira Dias, que deu continuidade ao negócio da família.
A partir de 2015, passou a investir em atrações mais radicais, incluindo a instalação da Sky Fall, uma torre de queda livre com 60 metros de altura, além dos brinquedos Tapete Mágico, Crazy Dance e Cataclisma, ampliando a experiência de entretenimento oferecida aos visitantes.
Em 2020, foi reconhecido como um dos 10 melhores parques de diversões e aquáticos do Brasil pelo prêmio Traveller’s Choice – Best of the Best, concedido pelo Tripadvisor.
No mesmo ano, a pandemia de COVID-19 forçou um fechamento de aproximadamente um ano, resultando em um impacto financeiro significativo. Durante esse período, a administração recorreu a empréstimos para assegurar a sobrevivência do empreendimento.